# Kotlina Panońska
Kotlina Panońska (55; węg. Kárpát-medence, chorw. Panonska nizina, serb. Panonska nizija, rum. Câmpia Panonică) – równina w środkowej Europie, należąca pod względem geomorfologicznym do systemu alpejsko-karpackiego.

## Nazewnictwo geograficzne
Nazewnictwo geograficzne tego obszaru jest niejednolite, a nawet sporne. Określa się go jako kotlinę, nizinę, nieckę lub basen, dodając określenia miejscowe związane z Węgrami, Karpatami lub Panonią. Najczęściej spotykanymi nazwami są Nizina Węgierska, Nizina Panońska i Basen Karpacki. Przy tym geografowie różnych krajów określają tymi mianami tereny o różnych granicach, łącząc kryteria geomorfologiczne z antropogenicznymi. Wobec tych rozbieżności nazwa Kotlina Panońska wydaje się najbardziej neutralna, skoro nie nawiązuje do drażliwych kwestii przynależności państwowej ani narodowej. Z geograficznego punktu widzenia teren ten należy uznać za kotlinę, skoro stanowi w istocie śródgórskie zapadlisko, kolejne w łańcuchu naddunajskich kotlin (większe jednak od Tullneńskiej i Wiedeńskiej). Nazwa ta pozwala również na wyraźne rozróżnienie kotliny jako całości od poszczególnych jej części.

## Geografia
Kotlina Panońska jest ograniczona od zachodu przez Alpy, od północy i wschodu przez Karpaty, a od południa przez Góry Dynarskie – wraz z ich przedgórzami. Stanowi zapadlisko tektoniczne między Alpami a Karpatami. W zapadlisku tym w trzeciorzędzie istniało śródlądowe Morze Panońskie, połączone z Morzem Śródziemnym, które pod koniec tej epoki uległo spłyceniu i przekształciło się w tzw. jezioro panońskie. Jezioro to w czwartorzędzie zostało w całości zasypane osadami rzecznymi. Miąższość osadów morskich w okolicy węgierskiego miasta Győr sięga 10 km. Miąższość osadów jeziornych i rzecznych miejscami przekracza kilometr.
Kotlina Panońska dzieli się na trzy części, z których zachodnia – Mała Nizina Węgierska (węg. Kisalföld) i wschodnia – Wielka Nizina Węgierska (węg. Alföld) stanowią niemal zupełnie płaskie równiny, a centralna – Kraj Zadunajski (węg. Dunántúl) – kompleks wyżyn, wzgórz i niskich gór. W południowej części Kotliny Panońskiej, na południe od Dunaju i Drawy, występują panońskie góry wyspowe – grupa reliktowych pasm gór średnich i niskich oraz wzgórz, nie związanych z żadnym z sąsiednich systemów górskich.
Gleby mają w większości pochodzenie rzeczne. W dolinach rzek są to gleby aluwialne, w wyższych partiach stepowe czarnoziemy, występują również gleby eoliczne – lessy i piaski. Na terenach rozległych niegdyś, obecnie osuszonych bagnisk występują gleby bagienne i torfowe. Wszystkie odznaczają się wysoką urodzajnością – z wyjątkiem zasolonych gleb zwanych na Węgrzech szik, występujących na pusztach.
Największą rzeką Kotliny Panońskiej i jej osią hydrograficzną jest Dunaj. Kotlina w całości mieści się w jego zlewni. Dunaj wkracza na teren kotliny w jej północno-zachodnim narożniku poprzez przełomową Bramę Hainburską, potem płynie na wschód, w kolejnym przełomowym odcinku (Zakole Dunaju) skręca na południe i przecina niemal całą kotlinę. Na jej południowym skraju skręca na południowy wschód, przyjmuje kilka wielkich dopływów i opuszcza kotlinę tworząc kolejny przełom – między Karpatami Południowymi a Górami Wschodnioserbskimi, ze słynną Żelazną Bramą. Oprócz Dunaju kotlinę przecinają dwa jego dopływy dorównujące mu wielkością – Cisa na wschodzie i Sawa na południu, jak również mrowie mniejszych rzek, odwadniających otaczające góry. Zgodnie z nachyleniem powierzchni kotliny rzeki płyną generalnie na południe i w kierunku jej centrum.
W Kraju Zadunajskim leży największe jezioro Węgier i całej Europy Środkowej – Balaton, na jego przedłużeniu na północny wschód – zanikające jezioro Velence, a na południowy zachód – obszar bagien zwany Małym Balatonem (węg. Kis-Balaton). Jest on reliktem rozległych błot, występujących dawniej na obszarze całej Kotliny Panońskiej, osuszonych przez człowieka w ciągu ostatnich stuleci. Po Balatonie największym jeziorem jest bezodpływowe Jezioro Nezyderskie na granicy Austrii i Węgier. Pozostałe jeziora mają charakter niewielkich, bezodpływowych jeziorek, często wysychających w okresach suszy, typowych dla stepu.
Klimat jest suchy, umiarkowany i kontynentalny. Stanowi specyficzny typ klimatu, zwany panońskim. Kontynentalizm wzrasta z zachodu na wschód, w tym samym kierunku maleje ilość opadów. Mała ilość opadów powoduje okresowe susze, zwłaszcza na Wielkiej Nizinie Węgierskiej.
Pierwotną formacją roślinną Kotliny Panońskiej był step przechodzący w lasostep. W wyniku działalności rolniczej formacje te jednak prawie całkowicie zanikły. Dawne stepy stanowią obecnie grunty rolne, zaś lasy (które np. na Węgrzech stanowią 15% powierzchni kraju) przetrwały jedynie reliktowo, w wyższych partiach wzgórz.

## Podział fizycznogeograficzny

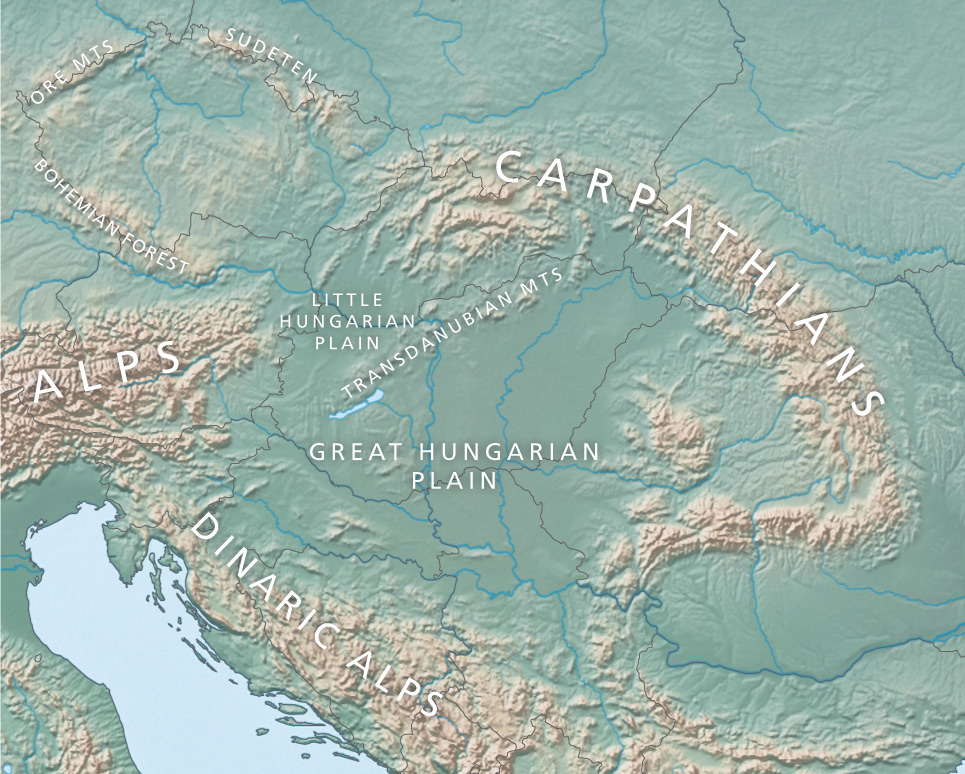
Kotlina Panońska

Tradycyjnie przyjęty w węgierskiej geografii (rozpowszechniony również w Polsce) podział Kotliny Panońskiej na mniejsze regiony geograficzne jest następujący:
- przedgórze Alp (Alpokalja)
- Mała Nizina Węgierska (Kisalföld)
  - Kotlina Győru
  - krainy brzeżne
    - stożek napływowy Raby (Vasi-hegyhát)
    - grzbiet Kemenes (Kemeneshát) i dolina Raby (Vas-Soproni-völgység)
    - Obniżenie Marcalu (Marcal-medence)
    - przedgórza Lasu Bakońskiego (Bakonyalja) i Werteszu (Vértesalja)
- Kraj Zadunajski (Dunántúl)
  - Średniogórze Zadunajskie (Dunántúli-középhegység)
    - Las Bakoński (Bakony)
    - góry Wertesz (Vértes) i wzgórza Velence (Velencei-hegy)
    - góry zakola Dunaju (Dunazug-hegység)
      - góry Gerecse
      - góry Pilis
      - Góry Wyszehradzkie (Visegrádi-hegy)
      - Góry Budzińskie (Budai-hegy)

  - Kotlina Zadunajska (Dunántúli-dombság)
    - równina Mezőföld
    - Wysoczyzny Zadunajskie
      - wzniesienia Vas i Zala
      - wzniesienia Somogy, Tolna i Baranya

  - góry wyspowe Baranya
    - góry Mecsek
    - wzgórza Morágy
    - góry Villány (Villányi-hegy)
- Wielka Nizina Węgierska (Alföld)
  - Międzyrzecze Dunaju i Cisy (Duna–Tisza köze)
  - Kraj Zacisański (Tiszántul)
    - górny Tiszántul
      - Równina Satmarsko-Berehowska
      - niziny Bodrogköz i Rétköz
      - wysoczyzna Nyírség
      - step Hortobágy
      - równina Hajduság
      - równina Wielkiej Kumanii (Nagykunság)
      - Wielki i Mały Sárrét (Nagy-Sárrét i Kis-Sárrét)

    - dolny Tiszántul – międzyrzecze Kereszu i Maruszy (Maros Körös köze)
- Średniogórze Północne (Északi-középhegység)
  - góry Börzsöny
  - góry Cserhát
  - góry Mátra
  - Góry Bukowe (Bükk)
  - Góry Aggteleckie (Aggteleki-karszt)
  - Góry Tokajsko-Slańskie (Zempléni-hegység)
  - kotliny północne
    - Kotlina Nógrádu
    - kotlina Borsod (Heves-Borsodi dombság)
    - wzgórza Cserehát

Podział powyższy dotyczy nie Kotliny Panońskiej sensu stricto, lecz wydzielanego w węgierskiej nauce regionu geograficznego o nazwie Kárpát-medence, do którego zalicza się między innymi część pasm Karpat i podnóże Alp. Regiony te więc pokrywają się ze sobą tylko w części. Ponadto podział ten nie jest oparty na kryteriach czysto geograficznych, ma raczej charakter tradycyjny, historyczny, związany z granicami i wewnętrznymi podziałami krajów dawnej Korony św. Stefana.
Podział Kotliny Panońskiej na jednostki fizycznogeograficzne według UKD, w ogólnych zarysach zgodny z regionalizacją przyjętą w geografii węgierskiej, jest następujący:
- 551 Kotlina Zachodniopanońska
  - 551.* Kotlina Tullneńska
  - 551.1 Kotlina Wiedeńska
  - 551.2 Wschodnie Przedgórze Alp
  - 551.3 Mała Nizina Węgierska
- 552 Średniogórze Zadunajskie
  - 552.1 Las Bakoński
  - 552.2 Wertesz i Velence
  - 552.3 Góry Zakola Dunaju
- 553 Wysoczyzny Zadunajskie
  - 553.1 Niecka Balatońska
  - 553.2 Wysoczyzna Somogy
  - 553.3 Mecsek i Wysoczyzna Tolna-Baranya
- 554-555 Wielka Nizina Węgierska (Kotlina Wschodniopanońska)
  - 554.1 Podgórze Północnowęgierskie
  - 554.2 równina Mezőföld
  - 554.3 Dolina Środkowego Dunaju
  - 554.4 Międzyrzecze Dunaju i Cisy
  - 554.5 Równina Baczki
  - 554.6 Nizina Cisańska
  - 554.7 wysoczyzna Nyírség
  - 554.8 Równina Satmarska
  - 554.9 Nizina Zakarpacka
  - 555.1 Nizina Drawska

## Gospodarka
Na terenie całej Kotliny Panońskiej występują niewielkie złoża ropy naftowej i gazu ziemnego. Na granicy Małej Niziny Węgierskiej i Wyżyny Panońskiej znajdują się złoża boksytów i mniejsze, ale znaczne – węgla brunatnego. Poza tym kotlina, w odróżnieniu od otaczających ją gór, jest pozbawiona wielkich złóż surowców kopalnych. Masowo występują natomiast wody termalne i mineralne.
Źródłem bogactwa tych terenów jest rolnictwo. Żyzne gleby i łagodny klimat powodują, że Kotlina Panońska już w czasach starożytnych została terenem rolniczym i hodowlanym. Oblicza się, że produkcja rolna kotliny byłaby w stanie wyżywić całą Europę. W Kotlinie Panońskiej prowadzi się w sposób wielkotowarowy uprawy – zbóż (kukurydzy, pszenicy, jęczmienia, ryżu), ziemniaków, warzyw, owoców, roślin pastewnych, roślin technicznych (w tym buraków cukrowych i tytoniu) oraz winorośli. Na gorszych gruntach prowadzi się wielkotowarową pastwiskową hodowlę krów, świń, owiec i koni.
Czynnikiem hamującym rozwój rolnictwa były niezrównoważone stosunki wodne. Rzeki, zwłaszcza Cisa, powodowały katastrofalne powodzie, a spora część ziem była zabagniona. Niskie opady powodowały jednak częste susze. Problemy te rozwiązano w XIX i w XX wieku, stosując na szeroką skalę regulację rzek, łącznie z budową sztucznych zbiorników. Suche tereny zostały nawodnione wodami rzek i z pokładów podziemnych. Niemal wszystkie mokradła zostały osuszone, w tym również bagniska Solti w dolinie Dunaju na południe od Budapesztu.
Intensywnemu wykorzystaniu rolniczemu ziem Kotliny Panońskiej towarzyszy intensywna produkcja przemysłowa. Gęsta jest sieć komunikacyjna. Jej centra stanowią największe, stołeczne ośrodki miejskie – Budapeszt, Belgrad, Zagrzeb i Bratysława; niedaleko leży wielki komunikacyjny ośrodek Wiednia. Przez kotlinę biegną dwa kontynentalne szlaki komunikacyjne:
- korytarz zachód-wschód, łączący Europę Zachodnią z Azją: droga kołowa i linia kolejowa Monachium – Villach – Lublana – Zagrzeb – Belgrad – Nisz – Sofia – Konstantynopol,
- korytarz północ-południe, łączący Europę Północną z portami Grecji: droga kołowa i linia kolejowa Berlin – Wiedeń – Budapeszt – Belgrad – Nisz – Skopje – Saloniki.

Szlaki te łączą się w Belgradzie i razem biegną do Niszu dolinami Wielkiej i Południowej Morawy.

## Ludność
Ze względu na korzystne warunki osadnicze osadnictwo ludzkie w obrębie kotliny datuje się praktycznie od początków obecności człowieka w Europie. Za czasów rzymskich autochtoniczne ludy iliryjskie i dackie uległy romanizacji, zwłaszcza na zachód od Dunaju, który przez kilkaset lat stanowił granicę imperium rzymskiego. V wiek n.e. zaznaczył się na tych terenach inwazją Germanów – Gepidów i Ostrogotów, a następnie Longobardów. Obecność Germanów była jednak przejściowa. Ostatnie z państw utworzonych przez nich na terenie Kotliny – królestwo Gepidów – zostało w 567 rozbite przez Awarów, który utworzyli swój chanat nad dolną Cisą. Ich państwo przetrwało do 796, kiedy to zostało zniszczone przez Królestwo Franków.
Od VI wieku datuje się w Kotlinie Panońskiej osadnictwo słowiańskie. Okazało się ono jednak nietrwałe. Słowianie panońscy nie tylko nie zdołali utworzyć trwałego organizmu państwowego, lecz po opanowaniu tych terenów przez Węgrów ulegli całkowitej madziaryzacji.
Obecni mieszkańcy Kotliny Panońskiej (kilkanaście milionów) są niejednorodni etnicznie. Zamieszkują ją niemal wszystkie rodziny narodów Europy: słowiańska, germańska, romańska i ugrofińska. Centrum doliny zajmują Węgrzy, obrzeża północne – Słowacy i Rusini, południowe – Słoweńcy, Chorwaci i Serbowie, wschodnie – Rumuni, zachodnie – Austriacy. Obrzeża kotliny charakteryzują się przemieszaniem narodowości, zwłaszcza w Banacie i na Zakarpaciu.
Od czasu najazdu węgierskiego pod koniec IX wieku do 1921 Kotlina Panońska niemal w całości należała do Królestwa Węgier. Poza jego granicami pozostawał tylko południowy skraj kotliny, zamieszkany przez Słowian południowych, a podlegający władzy różnych organizmów politycznych. W latach 1526–1699 kotlinę z wyjątkiem północno-wschodnich rubieży opanowało imperium osmańskie.
Obecnie, po rozpadzie Austro-Węgier i Jugosławii tereny te zajmuje kilka państw. Centralną i największą część kotliny zajmują Węgry, które leżą na jej obszarze w całości, wyjąwszy pas Średniogórza Północnowęgierskiego. Do Słowacji należą północno-zachodni i północno-wschodni skrawek kotliny (Nizina Naddunajska i Nizina Wschodniosłowacka). Do Ukrainy należy Nizina Zakarpacka – północno-wschodni narożnik kotliny. Pas wzdłuż krawędzi południowo-wschodniej należy do Rumunii. W południowej części kotliny leży niemal połowa terytorium Serbii. Do kotliny należy północny skraj Bośni i północna część Chorwacji – Slawonia. Na południowym zachodzie kotliny leży niewielka część terytorium Słowenii. Na zachodzie w obrębie kotliny leżą austriacki Burgenland i niewielka część Dolnej Austrii.